# Кристализация
Кристализацията е фазов преход, процес на образуване на нова твърда фаза, отделяща се от разтвор на стопилка или пара. Този процес е един от най-широко използваните процеси в химическата промишленост. Кристализацията се използва както за отделяне на целеви продукти, така и за очистване на основните продукти от примеси.
Основните етапи на кристализацията са:
1. Образуване на преситени и преохладени разтвори;
2. Зародишно образуване;
3. Растеж на кристалите;
4. Прекристализация;